# John McCracken
John McCracken (* 9. Dezember 1934 in Berkeley, Kalifornien; † 8. April 2011 in New York City, New York) war ein US-amerikanischer Künstler des Minimalismus. Neben Robert Irwin, Larry Bell und James Turrell zählt er zu den Hauptvertretern der sogenannten West-Coast-Minimalisten.

## Werk
McCrackens Objekte charakterisieren sich durch eine Reduzierung auf einfachste geometrische Formen und Flächen in einer leuchtenden monochromen Farbigkeit. Mit seinen großflächigen spiegelnden Skulpturen gehört er zu einer Gruppe Bildhauer, die in der Mitte der 60er Jahre in Kalifornien eine von der lokalen Car Culture gefärbte, etwas verspielte Variation der Minimal Art entwickelten. Die spirituelle Sensibilität der Objekte, McCrackens Gebrauch der reinen geometrischen Form und der puren Farbe gelten als klar abstrakte expressive Qualitäten, verwandt den „Suprematisten“ um Malewitsch, aber auch Mondrian und Kandinsky.
McCrackens Arbeiten wurden seit den 60er Jahren regelmäßig ausgestellt, darunter im Stedelijk Museum voor Actuele Kunst in Gent (2004–2005) und bei Hauser & Wirth in Zürich (2005, zusammen mit Paul McCarthy). Er nahm außerdem an wichtigen Gruppenausstellungen wie Primary Structures im Jewish Museum in New York und Five Los Angeles Sculptors in der Galerie der University of California in Irvine (beide 1966), sowie A Minimal Future? Art as Object 1958–1968 im Museum of Contemporary Art in Los Angeles (2004) teil. Einige seiner Werke, unter anderem auch kleinformatige Gemälde, wurden auf der documenta 12 in Kassel 2007 gezeigt.
Er lebte und arbeitete seit 1994 in Santa Fe, New Mexico (USA).